# Spitalfields
Spitalfields is een wijk in het Londense bestuurlijke gebied Tower Hamlets, in het oosten van de regio Groot-Londen.

## Bekende inwoners
Bekende personen die geboren of woonachtig zijn of waren in Spitalfields of een andere significante band met het district hebben:

### Geboren
- Jaak Nutkewitz (1914-1983), politicus
- Mary Wollstonecraft (1759-1797), schrijfster, feminist